# 金唐

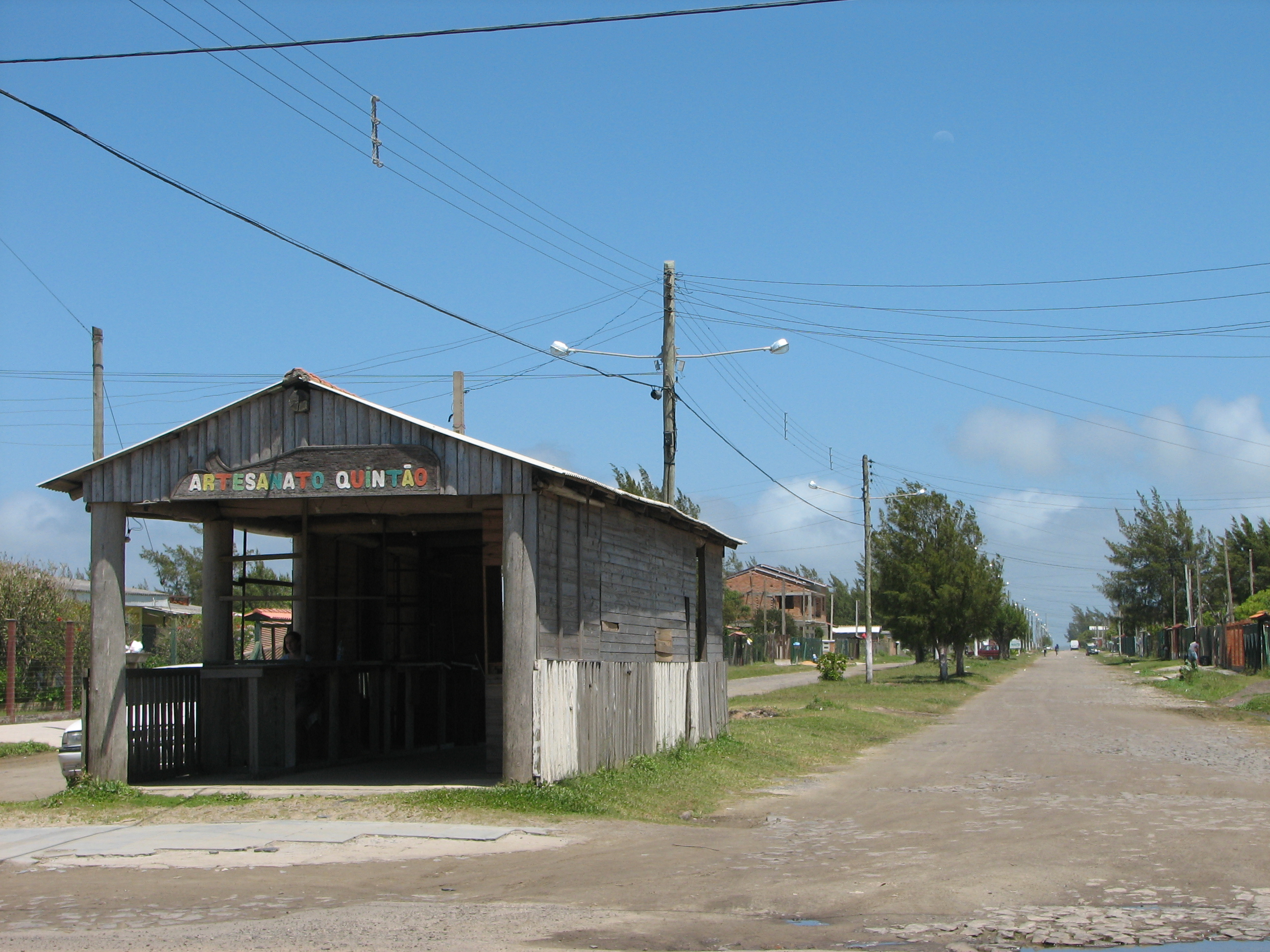
金唐的手工作坊

金唐（Quintão）是巴西的一个自治区，位于南大河州南帕尔马里斯，据2000年人口普查，该地区人口为2200人，主要生活在自治区东南部。

## 地理
金唐东临大西洋，西距南大河州州府阿雷格里港97（60英里）。该地区的海滩为南帕尔马里斯市沿海地区的度假胜地之一，绵延11公里。
金唐之名来源于南大河州第一批获得芝麻酱特许权中的一人——若昂·达科斯塔·金唐。